# Daviesia decipiens
Daviesia decipiens là một loài thực vật có hoa trong họ Đậu. Loài này được (E. Pritz.) Crisp miêu tả khoa học đầu tiên năm 1995.